# Ошер Давіда
Ошер Давіда (івр. אושר דוידה, нар. 18 лютого 2001, Ашдод) — ізраїльський футболіст, нападник клубу «Маккабі» (Тель-Авів).
Виступав, зокрема, за клуби «Хапоель» (Тель-Авів) та «Стандард» (Льєж), а також молодіжну збірну Ізраїлю.

## Клубна кар'єра
Народився 18 лютого 2001 року в місті Ашдод. Вихованець юнацьких команд футбольних клубів «Ашдод», «Маккабі» (Тель-Авів) та «Хапоель» (Тель-Авів).
У дорослому футболі дебютував 2019 року виступами за команду «Хапоель» (Тель-Авів), в якій провів три сезони, взявши участь у 73 матчах чемпіонату. Більшість часу, проведеного у складі тель-авівського «Хапоеля», був основним гравцем атакувальної ланки команди.
Своєю грою за цю команду привернув увагу представників тренерського штабу клубу «Стандард» (Льєж), до складу якого приєднався 2022 року. Відіграв за команду з Льєжа наступний сезон своєї ігрової кар'єри. Граючи у складі «Стандарда» також здебільшого виходив на поле в основному складі команди.
До складу клубу «Маккабі» (Тель-Авів) приєднався 2023 року. 

## Виступи за збірні
У 2017 році дебютував у складі юнацької збірної Ізраїлю (U-17), загалом на юнацькому рівні взяв участь у 24 іграх, відзначившись 2 забитими голами.
З 2020 року залучався до складу молодіжної збірної Ізраїлю. На молодіжному рівні зіграв у 15 офіційних матчах, забив 1 гол.